# I figli del mare
I figli del mare (海獣の子供?, Kaijū no kodomo) è un film d'animazione del 2019 diretto da Ayumu Watanabe, tratto dall'omonimo manga di Daisuke Igarashi.

## Trama
Dopo un litigio con sua madre e gli altri membri del suo club scolastico, la protagonista femminile e studentessa della scuola media Ruka si ritrova senza un posto dove trascorrere le sue giornate durante le vacanze estive, e così finisce per andare all'acquario dove suo padre lavora. Mentre è lì incontra una misteriosa coppia di fratelli, di nome Umi e Sora, che suo padre dice "allevati dai dugonghi". I tre ragazzi condividono una sorta di connessione con una serie di fenomeni soprannaturali che hanno influenzato la vita marina del mondo, come una cometa che cade nel mare e la vita acquatica di tutto il mondo che si raduna in Giappone.

## Promozione
Il teaser trailer venne diffuso online il 26 febbraio 2019 insieme ad un poster.

## Distribuzione
Il film è stato distribuito nelle sale cinematografiche giapponesi il 7 giugno 2019. In Italia è stato distribuito da Nexo Digital il 2, 3 e 4 dicembre 2019.

## Accoglienza

### Incassi
Distribuito nelle sale giapponesi dalla Toho, nel primo weekend di proiezione in patria I figli del mare incassò 768 372 dollari, per un totale di 2 221 161 $. Globalmente, il lungometraggio incassò un totale di 5 173 840 $.

### Critica
Sull'aggregatore Rotten Tomatoes il lungometraggio ha un tasso di approvazione pari al 62% basato su 29 recensioni professionali, con un voto medio di 6,90 su 10. Il consenso dela critica è il seguente: «avventura animata forse più apprezzata come esperienza visiva, I figli del mare è straordinariamente adorabile, anche se meno che soddisfacente a livello narrativo». Su Metactitic, il film ha ottenuto un punteggio di 74 su 100 basato su otto recensioni.

## Riconoscimenti
- 2020 – Mainichi Film Concours[7]
  - Miglior film d'animazione
- 2020 – Japan Media Arts Festival[8]
  - Animation Division – Grand Prize
- 2020 – Buncheon International Animation Film Festival[9]
  - International Competition – Feature Film – Grand Prize
  - Music Prize – Special Mention